# 정명공주
정명공주(貞明公主, 1603년 6월 27일(음력 5월 19일) ~ 1685년 9월 8일(음력 8월 10일))는 조선 후기의 왕족으로, 선조와 인목왕후의 딸이며 영창대군의 친누나이다. 중추부동지사 홍영의 아들 홍주원과 결혼했다. 광해군 때 폐서인되어 어머니와 함께 감금되는 등 고초를 겪었으나 인조반정 후 복권됐다. 사도세자의 비 혜경궁 홍씨, 홍봉한, 홍인한, 홍국영, 원빈 홍씨 등은 모두 그녀의 후손들이다.

## 생애

### 유년기
1603년 6월 27일(음력 5월 19일) 선조와 인목왕후 김씨 사이에서 선조의 21번째 자식이자 10번째 딸로 태어났으며, 선조에게는 유일한 적녀이다. 선조는 52세의 나이에 본 늦둥이 딸 정명공주를 무척 귀여워했으나 이복오빠 광해군이 즉위한 뒤 외할아버지 김제남과 동생 영창대군은 계축옥사에 연루되어 역모죄로 처형되었다.
이후 어머니 인목왕후가 서궁에 유폐되면서 정명공주도 함께 감금되었다. 인목왕후를 폄손하는 절목에 정명공주와 관련하여 "공주의 늠료(廩料)와 혼인은 옹주의 예에 따른다"고 규정했다. 당시 정명공주의 폐서인 여부를 놓고 류간(柳澗)이 '대비(인목왕후)를 후궁으로 대우한다면 그 딸인 공주도 옹주(翁主)로 강등하는 것이 옳다'고 주장하였으나, 이이첨이 그 말을 듣지 않고 공주를 폐서인하되 오로지 늠료와 혼인만 옹주의 예에 따르도록 했다.
 이미 아들을 잃은 인목왕후는 딸마저 잃을까 두려워 광해군이 정명공주의 일을 물으면 죽었다고 대답했다고 한다.

### 인조반정 이후
1623년 인조반정이 일어나자 정명공주는 공주로 복권되고 어머니와 함께 창덕궁으로 거처를 옮겼다. 당시 정명공주는 21세로, 이미 혼기가 한참 지난 나이였기 때문에 조정에서는 공주를 서둘러 시집보내기 위해 부마간택령을 내렸다. 그러나 공주의 나이가 너무 많아서 전국에서 단 아홉 명만이 부마단자를 내어 간택령에 응했다. 결국 부마단자를 받는 기한을 늘리고 신랑감의 나이 제한을 약화한 끝에 동지중추부사 홍영의 아들 홍주원을 부마로 간택했다. 그 과정에서 인목왕후는 사위 홍주원에게 왕만이 탈 수가 있는 말인 어승마를 타고 궁에 들어오라고 하여 조정에 문제를 일으켰으나 인조는 반정의 명분 때문에 인목왕후를 벌하지 못했다. 인조는 인경궁의 재목과 기와를 내어주어 정명공주의 살림집을 짓게 하고 또 정철을 내어주는 등 그녀를 후대하였다. 본래 《경국대전》에서는 공주의 집은 50간을 넘지 못하게 규정하고 있었는데 정명공주의 집은 200간에 이르렀고, 경상도에만 8,076결에 이르는 넓은 땅을 하사받는 등 엄청난 호사를 누렸다. 이때 정명공주에게 내려진 사유지가 바로 일제시대까지 소작쟁의가 일어나는 악명높은 암태도다.
정명공주는 선조와 인목왕후를 닮아 선이 굵고 힘이 넘치는 한석봉체를 잘 썼는데 조선 후기의 서예가 남구만은 자신의 저서에서 정명공주의 글씨를 칭찬하기도 했다. 인목왕후 또한 한석봉체를 잘 써 생전의 선조를 기쁘게 했는데, 정명공주도 서궁에 유폐되어 있을 당시 아버지 선조를 닮은 글씨를 쓰며 어머니를 위로하였으나 30대와 40대 때에는 붓글씨를 끊었고, 한문도 쓰지 않았다. 인조의 의심을 살 것이 두려워 바느질과 가사에만 전념하며 의도적으로 정치를 외면하였다. 인목왕후 사후 궁중에서 발견된 무도한 백서(帛書)로 인해 인조와 효종의 의심을 산 적도 있으나, 인조반정의 공신인 장유, 최명길 등의 구명으로 위기를 넘길 수 있었다. 인조와 효종이 죽고 나자 현종, 숙종 2대 동안 정명공주는 종친의 어른으로서 최고의 대접을 받았다.
남편 홍주원과의 사이에 7남 1녀를 두었으며 1685년 9월 8일(음력 8월 10일) 83세를 일기로 사망하였는데 이는 조선시대 공주 가운데 가장 장수한 기록이었다.

### 사후
죽은 뒤 홍주원의 무덤에 합장되었다. 숙종 때 이조 참판을 지낸 홍석보는 그녀의 증손자이며, 수찬 이인검은 외증손이다. 혜경궁 홍씨로 잘 알려져 있는 헌경왕후 홍씨는 그녀의 6대손이다.

## 가족 관계[14]
| - 조부 : 덕흥대원군(德興大院君, 1530~1559) - 조모 : 하동부대부인 하동 정씨(河東府大夫人 河東 鄭氏, 1531~1554) - 아버지 : 선조(宣祖, 1552 ~ 1608) - 조부 : 연흥부원군(延興府院君) 김제남(金悌男, 1562 ~ 1613) - 조모 : 광산부부인(光山府夫人) 광주 노씨(光州 盧氏, 1557~1637) - 어머니 : 인목왕후(仁穆王后, 1584 ~ 1632) - 동생 : 영창대군 의(永昌大君 㼁, 1606 ~ 1614) | - 시조부 : 홍이상(洪履祥, 1549 ~ 1615) - 시조모 : 김고언(金顧言)의 딸 안동 김씨(安東 金氏, 1554 ~ 1616?) - 시아버지 : 홍영(洪霙, 1584 ~ 1645) - 시어머니 : 이정귀(李廷龜)의 딸 연안 이씨(延安 李氏, ? ~ 1656) - 부마 : 영안위(永安尉) 홍주원(洪柱元, 1606? ~ 1672) - 장남 : 홍태망(洪台望, 1625 ~ ?) 조졸 - 차남 : 홍만용(洪萬容, 1631 ~ 1692) - 자부 : 송시길(宋時吉)의 딸 여산 송씨 - 손자 : 홍중기(洪重箕, 1650 ~ ?) - 손녀 : 홍희임(洪喜妊, 1651 ~ ?) - 손녀 : 홍단임(洪端妊, 1655 ~ ?) - 손녀 : 홍묘임(洪妙妊, 1660 ~ ?) - 손자 : 홍중범(洪重範, 1662 ~ ?) - 손자 : 홍중연(洪重衍, 1668 ~ ?) - 손자 : 홍중주(洪重疇, 1670 ~ ?) - 손자 : 홍연희(洪然喜, 1672 ~ ?) - 3남 : 홍만형(洪萬衡, 1633 ~ 1670) - 자부 : 민광훈(閔光勳)의 딸 여흥 민씨 - 손자 : 홍중모(洪重模, 1650 ~ ?) - 손자 : 홍중해(洪重楷, 1658 ~ ?) - 4남 : 홍만희(洪萬熙, 1635 ~ 1670) - 자부 : 황연(黃沇)의 딸 창원 황씨 - 손자 : 홍중석(洪重錫, 1543 ~ ?) - 손녀 : 홍가임(洪可妊, 1659 ~ ?) - 손녀 : 홍재임(洪再妊, 1660 ~ ?) - 손녀 : 홍필임(洪畢妊, 1662 ~ ?) - 손녀 : 홍효임(洪孝妊, 1666 ~ ?) - 손자 : 홍중익(洪重益, 1668 ~ ?) - 5남 : 홍태량(洪台亮, 1637 ~ ?) 조졸 - 6남 : 홍태육(洪台六, 1639 ~ ?) 조졸 - 장녀 : 홍태임(洪台妊, 1641 ~ ?) - 사위 : 창녕 조씨 조전주(曺殿周, 1640 ~ 1696) - 손자 : 조하언(曺夏彦, 1657 ~ ?) - 손자 : 조하기(曺夏奇, 1660 ~ ?) - 손녀 : 조수해(曺壽亥, 1671 ~ ?) - 손녀 : 조수인(曺壽寅, 1674 ~ ?) - 손자 : 조하징(曺夏奇, 1675 ~ ?) - 7남 : 홍만회(洪萬懷, 1643 ~ 1710) - 판결사(判決事) - 자부 : 홍명일(洪命一)의 딸 남양 홍씨 - 손녀 : 홍애임(洪愛妊, 1662 ~ ?) - 손녀 : 홍계임(洪季妊, 1665 ~ ?) - 손자 : 홍중성(洪重聖, 1668 ~ ?) - 손녀 : 홍말임(洪末妊, 1672 ~ ?) - 손녀 : 홍정임(洪正妊, 1677 ~ ?) |

## 정명공주가 등장한 작품
- 《서궁》(KBS, 1995년, 배우 : 박루시아)
- 《삼총사》(tvN, 2014년, 배우 : 한민)
- 《화정》(MBC, 2015년, 배우 : 이연희, 정찬비, 허정은)

## 참고 자료
- 정명공주 - 한국학중앙연구원